# Ingvar Widén
Karl Anders Ingvar Widén, född 22 maj 1927 i Linköping, död 21 juni 2002 i Oscars församling i Stockholm, var en svensk lantmätare och generaldirektör.

## Biografi
Widén utexaminerades från Kungliga Tekniska högskolan (KTH) 1950, tjänstgjorde som lantmätare 1950–1956, blev byrådirektör i Lantmäteristyrelsen 1957, överingenjör där 1963, sakkunnig på Jordbruksdepartementet 1959, budgetsekreterare där 1961, departementsråd 1965, generaldirektör och chef för Lantbruksstyrelsen 1968–1986.
Widén var även ledamot av styrelserna för Lantbrukshögskolan och Veterinärhögskolan, i Jordbrukets forskningsråd, styrelseordförande för Statens lantbruksinformation samt ledamot flera statliga utredningar på jordbrukets område. Han är begravd på Norra begravningsplatsen utanför Stockholm.